# 1926년 전국체육대회 축구
1926년 전국체육대회 축구는 일제강점기 조선 경성부에서 개최된 1926년 전국체육대회의 경기 종목이다. '제7회 전조선축구대회'로 개최되었으며 1926년 11월 18일부터 11월 20일까지 배재고등보통학교 운동장에서 개최되었다.

## 대회 진행
조선체육회는 당초 제7회 전조선축구대회를 당초 1926년 5월에 개최할 예정이었다. 하지만 대한제국 순종이 사망하여 국장을 치르게 되어 일정이 가을로 연기되었다. 결국 제7회 전조선축구대회는 1926년 11월 18일부터 사흘간 일제강점기 조선 경성부에 있는 배재고등보통학교 운동장에서 개최되었다.
소학부에는 숭덕학교, 장훈학교, 안악공립보통학교, 정동공립보통학교, 죽첨공립보통학교, 광성학교, 진명보통학교, 가명학교 등 8개 선수단이 참가하였고, 중학부에는 배재고등보통학교, 중앙고등보통학교, 경신학교, 남대문상업, 중앙청년학관, 보성고등보통학교, 고창고등보통학교 등 7개 선수단이 출전했다. 전문부에는 연희전문학교, 보성전문학교, 세브란스의학전문학교, 법정학교, 숭실전문학교 등 5개 선수단이 참가했고, 청년부에는 조선축구단, 건강구락부, 무오단, 고려구락부, 한양축구단, 수원축구단 등 6개 선수단이 출전했다.
소학부 종목 결승에서는 숭덕학교가 안양공립보통학교학교를 1:0로 이기며 2년 연속 우승을 달성하였고, 중학부에서는 배재고등보통학교가 결승에서 경신학교를 5:2으로 이기며 4회 연속 우승을 달성했다. 전문부에서는 연희전문이 숭실대학을 상대로 2:0로 이기며 우승을 하였고, 청년부 종목에서는 무오단이 조선축구단을 2:1로 이기며 우승을 차지했다.

## 경기 결과

### 소학부
|  | 준결승           | 준결승   |                  |   | 결승 | 결승 |
|  |                  |          |                  |   |      |      |
|  |                  |          |                  |   |      |      |
|  |                  |          |                  |   |      |      |
|  | 안양공립보통학교 | 5        |                  |   |      |      |
|  | 안양공립보통학교 | 5        |                  |   |      |      |
|  | 죽첨공립보통학교 | 1        |                  |   |      |      |
|  | 죽첨공립보통학교 | 1        | 안양공립보통학교 | 0 |      |      |
|  |                  |          | 안양공립보통학교 | 0 |      |      |
|  |                  | 숭덕학교 | 1                |   |      |      |
|  | 숭덕학교         | 숭덕학교 | 1                | 7 |      |      |
|  | 숭덕학교         |          |                  | 7 |      |      |
|  | 광성학교         | 0        |                  |   |      |      |
|  | 광성학교         | 0        |                  |   |      |      |

### 중학부
|  | 준결승           | 준결승           |          |   | 결승 | 결승 |
|  |                  |                  |          |   |      |      |
|  |                  |                  |          |   |      |      |
|  |                  |                  |          |   |      |      |
|  | 경신학교         | 3                |          |   |      |      |
|  | 경신학교         | 3                |          |   |      |      |
|  | 보성고등보통학교 | 0                |          |   |      |      |
|  | 보성고등보통학교 | 0                | 경신학교 | 2 |      |      |
|  |                  |                  | 경신학교 | 2 |      |      |
|  |                  | 배재고등보통학교 | 5        |   |      |      |
|  | 배재고등보통학교 | 배재고등보통학교 | 5        | 2 |      |      |
|  | 배재고등보통학교 |                  |          | 2 |      |      |
|  | 고창고등보통학교 | 0                |          |   |      |      |
|  | 고창고등보통학교 | 0                |          |   |      |      |

### 전문부
|  | 준결승               | 준결승       |              |    | 결승 | 결승 |
|  |                      |              |              |    |      |      |
|  |                      |              |              |    |      |      |
|  |                      |              |              |    |      |      |
|  | 숭실전문학교         | 3            |              |    |      |      |
|  | 숭실전문학교         | 3            |              |    |      |      |
|  | 세브란스의학전문학교 | 0            |              |    |      |      |
|  | 세브란스의학전문학교 | 0            | 숭실전문학교 | 0  |      |      |
|  |                      |              | 숭실전문학교 | 0  |      |      |
|  |                      | 연희전문학교 | 2            |    |      |      |
|  | 연희전문학교         | 연희전문학교 | 2            | 12 |      |      |
|  | 연희전문학교         |              |              | 12 |      |      |
|  | 법학전문학교         | 0            |              |    |      |      |
|  | 법학전문학교         | 0            |              |    |      |      |

### 청년부
|  | 준결승     | 준결승     |            |   | 결승 | 결승 |
|  |            |            |            |   |      |      |
|  |            |            |            |   |      |      |
|  |            |            |            |   |      |      |
|  | 평양무오단 | 8          |            |   |      |      |
|  | 평양무오단 | 8          |            |   |      |      |
|  | 한양축구단 | 0          |            |   |      |      |
|  | 한양축구단 | 0          | 평양무오단 | 2 |      |      |
|  |            |            | 평양무오단 | 2 |      |      |
|  |            | 조선축구단 | 1          |   |      |      |
|  | 조선축구단 | 조선축구단 | 1          | 2 |      |      |
|  | 조선축구단 |            |            | 2 |      |      |
|  | 수원축구단 | 1          |            |   |      |      |
|  | 수원축구단 | 1          |            |   |      |      |

## 참고 문헌
- 대한체육회 (1990). 《대한체육회 70년사》.
- 대한체육회 (2011). 《대한체육회 90년사》.
- “제7회 전국체육대회 축구 경기 결과”. 대한체육회.[깨진 링크(과거 내용 찾기)]